# رولف جاكوبسن (سياسي)
رولف جاكوبسن (بالنرويجية البوكمول: Rolf Jacobsen)‏ هو محامي وقاضي وسياسي نرويجي، ولد في 30 نوفمبر 1865 في فريدريكستاد في النرويج، وتوفي في 22 فبراير 1942. حزبياً، نشط في الحزب الليبرالي. وقد انتخب وزير الدفاع ‏ (25 يوليو 1924 – 5 مارس 1926) وانتخب عضو برلمان النرويج ‏.